# UFC Fight Night: Уокер vs. Чжан
UFC Fight Night: Walker vs. Zhang (также известный как UFC Fight Night 257 или UFC on ESPN+ 115) — планируемый турнир по смешанным единоборствам, организованный Ultimate Fighting Championship, который должен состоятся 23 августа 2025 года на спортивной арене «Shanghai Indoor Stadium» в городе Шанхай, Китай..

## Подготовка турнира
Турнир станет вторым визитом организации в Шанхай после того, как впервые здесь был проведён турнир UFC Fight Night: Биспинг vs. Гастелум в ноябре 2017 года. Это также будет первый раз после пандемии COVID-19, когда UFC вернется в Китай. Ранее ожидалось, что промоушен вернется в Китай на UFC Fight Night: Сун vs. Гутьеррес в декабре 2023 года, но тогда турнир был перенесён в Лас-Вегас по неизвестным причинам.

### Главные события турнира
В качестве главного события турнира запланирован бой в полутяжелом весе, в котором встретятся бразилец Джонни Уокер (#12 в рейтинге) и местный боец Чжан Минъян (#14 в рейтинге).
В качестве соглавного события запланирован бой в полулёгком весе, в котором встретятся бывший претендент на титул чемпиона UFC в полулёгком весе Брайан Ортега (#5 в рейтинге) и бывший чемпион UFC в легчайшем весе Алджамейн Стерлинг (#8 в рейтинге).

### Анонсированные бои
| Бой | Весовая категория | Участники боёв и их статистика перед боем (рекорд ММА / рекорд UFC / серия) | Участники боёв и их статистика перед боем (рекорд ММА / рекорд UFC / серия) | Участники боёв и их статистика перед боем (рекорд ММА / рекорд UFC / серия) | Участники боёв и их статистика перед боем (рекорд ММА / рекорд UFC / серия) | Участники боёв и их статистика перед боем (рекорд ММА / рекорд UFC / серия) | Участники боёв и их статистика перед боем (рекорд ММА / рекорд UFC / серия) | Участники боёв и их статистика перед боем (рекорд ММА / рекорд UFC / серия) | Участники боёв и их статистика перед боем (рекорд ММА / рекорд UFC / серия) | Участники боёв и их статистика перед боем (рекорд ММА / рекорд UFC / серия) | Участники боёв и их статистика перед боем (рекорд ММА / рекорд UFC / серия) | Участники боёв и их статистика перед боем (рекорд ММА / рекорд UFC / серия) | Участники боёв и их статистика перед боем (рекорд ММА / рекорд UFC / серия) |
| |                   | Главный кард (Main Card, ESPN+)                                             |                                                                             |                                                                             |                                                                             |                                                                             |                                                                             |                                                                             |                                                                             |                                                                             |                                                                             |                                                                             |                                                                             |
| 1 | Полутяжёлый вес   | Джонни Уокер (Johnny Walker)                                                | #12 (5), CS                                                                 | 21-9 (1)                                                                    | 7-6 (1)                                                                     | -2                                                                          | vs.                                                                         | Чжан Минъян (Zhang Mingyang)                                                | #14 (13), R2U                                                               | 19-6                                                                        | 3-0                                                                         | +12                                                                         | [ 7 ]                                                                       |
| 2 | Полулёгкий вес    | Брайан Ортега (Brian Ortega)                                                | #5 (1), exП                                                                 | 16-4 (1)                                                                    | 8-4 (1)                                                                     | -1                                                                          | vs.                                                                         | Алджамейн Стерлинг (Aljamain Sterling)                                      | #8, exЧ                                                                     | 24-5                                                                        | 16-5                                                                        | -1                                                                          | [ 8 ]                                                                       |
| 3 | Тяжёлый вес       | Сергей Павлович (Sergei Pavlovich)                                          | #3 (1), exПВ                                                                | 19-3                                                                        | 7-3                                                                         | +1                                                                          | vs.                                                                         | Вальдо Кортес-Акоста (Waldo Cortes-Acosta)                                  | #6, CS                                                                      | 14-1                                                                        | 7-1                                                                         | +5                                                                          | [ 9 ]                                                                       |
| 4 | Наилегчайший вес  | Су Мудаэрцзи (Sumudaerji)                                                   | exT(11)                                                                     | 17-7                                                                        | 4-4                                                                         | +1                                                                          | vs.                                                                         | Кевин Борхас (Kevin Borjas)                                                 | CS                                                                          | 10-3                                                                        | 1-2                                                                         | +1                                                                          | [ 10 ]                                                                      |
| 5 | Полусредний вес   | Тайилак Нуэрцзи (Taiyilake Nueraji) ▲                                       | д                                                                           | 11-1 (1)                                                                    | -                                                                           | +5                                                                          | vs.                                                                         | Кифер Кросби (Kiefer Crosbie)                                               |                                                                             | 10-5                                                                        | 0-2                                                                         | -2                                                                          | [ 11 ]                                                                      |
| |                   | Предварительный кард (Prelims, ESPN+)                                       |                                                                             |                                                                             |                                                                             |                                                                             |                                                                             |                                                                             |                                                                             |                                                                             |                                                                             |                                                                             |                                                                             |
| 6 | Лёгкий вес        | Махешат Хайисаер (Maheshate Hayisaer)                                       | CS                                                                          | 10-4                                                                        | 2-3                                                                         | -1                                                                          | vs.                                                                         | Гейдж Янг (Gauge Young)                                                     | CS                                                                          | 9-3                                                                         | 0-1                                                                         | -1                                                                          | [ 12 ]                                                                      |
| 7 | Наилегчайший вес  | Лонэ Кавана (Lone'er Kavanagh)                                              | CS                                                                          | 9-0                                                                         | 2-0                                                                         | +9                                                                          | vs.                                                                         | Чарльз Джонсон (Charles Johnson)                                            | exT(12)                                                                     | 17-7                                                                        | 6-5                                                                         | -1                                                                          | [ 13 ]                                                                      |
| 8 | Лёгкий вес        | Жон Чжу (Rongzhu)                                                           | R2U                                                                         | 26-6                                                                        | 2-3                                                                         | +1                                                                          | vs.                                                                         | Остин Хаббард (Austin Hubbard)                                              | TUF                                                                         | 16-9                                                                        | 4-7                                                                         | -2                                                                          | [ 14 ]                                                                      |
| 9 | Средний вес       | Мишел Перейра (Michel Pereira)                                              | exT(13)                                                                     | 31-13 (2)                                                                   | 9-4                                                                         | -2                                                                          | vs.                                                                         | Кайл Докас (Kyle Daukaus)▲                                                  | CS                                                                          | 15-4 (1)                                                                    | 2-4                                                                         | +4                                                                          | [ 15 ]                                                                      |
| 10 | Полулёгкий вес    | И Чжа (Yizha)                                                               | R2U                                                                         | 25-5                                                                        | 0-2                                                                         | -1                                                                          | vs.                                                                         | Вестин Уилсон (Westin Wilson)                                               |                                                                             | 17-9                                                                        | 1-2                                                                         | +1                                                                          | [ 16 ]                                                                      |
| 11 | Легчайший вес     | Сяо Лун (Xiao Long)                                                         | R2U                                                                         | 27-9                                                                        | 1-1                                                                         | +1                                                                          | vs.                                                                         | Ю Су-ён (You Su Young)                                                      | R2U                                                                         | 15-3 (2)                                                                    | 2-0                                                                         | +4                                                                          | [ 17 ]                                                                      |
| 12 | Полутяжёлый вес   | Уран Сатыбалдиев (Uran Satybaldiev)                                         |                                                                             | 9-1                                                                         | 0-1                                                                         | -1                                                                          | vs.                                                                         | Дияр Нургожай (Diyar Nurgozhay)                                             | CS                                                                          | 10-1                                                                        | 0-1                                                                         | -1                                                                          | [ 18 ]                                                                      |
| |                   | Отменённые бои                                                              |                                                                             |                                                                             |                                                                             |                                                                             |                                                                             |                                                                             |                                                                             |                                                                             |                                                                             |                                                                             |                                                                             |
| | Средний вес       | Марку Тулио (Marco Tulio)▼                                                  | CS                                                                          | 14-2                                                                        | 2-0                                                                         | +10                                                                         | vs.                                                                         | Мишел Перейра (Michel Pereira)                                              | exT(13)                                                                     | 31-13 (2)                                                                   | 9-4                                                                         | -2                                                                          | [ 19 ]                                                                      |
| | Полусредний вес   | Сун Кэнань (Song Kenan)▼                                                    |                                                                             | 22-9                                                                        | 6-5                                                                         | -1                                                                          | vs.                                                                         | Кифер Кросби (Kiefer Crosbie)                                               |                                                                             | 10-5                                                                        | 0-2                                                                         | -2                                                                          | [ 20 ]                                                                      |
| Условные обозначения: #5 (1) — текущее (лучшее) место бойца в рейтинге, exЧ(В) — бывший чемпион (временный), exП(В) — бывший претендент на титул чемпиона (временного), exТ(3) — боец входил в рейтинг Топ-15 (лучшее место в рейтинге), д — дебютант, CS — боец участвовал в Претендентской серии Дэйны Уайта, R2U — боец участвовал в шоу Road To UFC, TUF — боец участвовал в шоу The Ultimate Fighter, TUFW — боец являлся победителем The Ultimate Fighter, WEC/SF — боец выступал в WEC или Strikeforce до объединения этих организаций с UFC. |                   |                                                                             |                                                                             |                                                                             |                                                                             |                                                                             |                                                                             |                                                                             |                                                                             |                                                                             |                                                                             |                                                                             |                                                                             |